# 严华 (1968年)
严华（1968年8月—），男性，湖南常德澧县人，湖南师范大学毕业，中华人民共和国湖南省政治人物。现任中共邵阳市委书记。

## 生平
1968年8月，严华出生在湖南省常德市澧县。1987年考入湖南师范大学思想政治教育专业，1991年毕业后进入湖南大学化学化工系任辅导员，之后任化工学院团委书记、学生工作部教育管理办副主任、团委常务副书记、学生工作部副部长。
1997年7月，严华进入政界，出任共青团湖南省委活动中心副主任，2年后任团省委学校部副部长，之后任部长。2002年4月升任共青团湖南省委副书记、党组成员。
2006年9月，调任岳阳市委常委、组织部部长，2008年11月兼任市委党校（行政学院、社会主义学院）第一校（院）长，2011年9月再兼任统战部部长。
2015年5月，任湘潭市委副书记、市委党校（市行政学院、市社会主义学院、韶山干部学院）校（院）长。
2016年8月，任中共湖南省委党校、湖南行政学院常务副校（院）长。
2019年2月，任中共永州市委书记。
2021年8月，任中共邵阳市委书记。